# Mabel Balfour
Mabel Balfour fue una sindicalista y activista anti-apartheid sudafricana.

## Biografía
Balfour estuvo implicada primero con los sindicatos que representaban a los trabajadores del sector alimentario y de enlatado. Después de que muchos dirigentes del Congreso Sudafricano de Sindicatos (SACTU) fueran arrestados en los Juicios por traición de 1956, formó parte del Comité de Administración en 1957. Balfour era considerada muy buena manteniendo "en alto los espíritus de los trabajadores durante tiempos muy difíciles."
Balfour fue arrestada en 1958 por su participación en el evento "Quedarse en casa" de Abril y condenada a 20£ o 30 días de trabajos forzados por "incitar a los trabajadores no blancos del Rand." El castigo fue eventualmente suspendido. En 1962, se convirtió en Secretaria General del Sindicato de Trabajadores de la Comida Africana y Enlatada (A-FCWU) de Transvaal. Fue prohibida en 1963 y confinada a arresto domiciliario en Roodepoort.